# Pataria

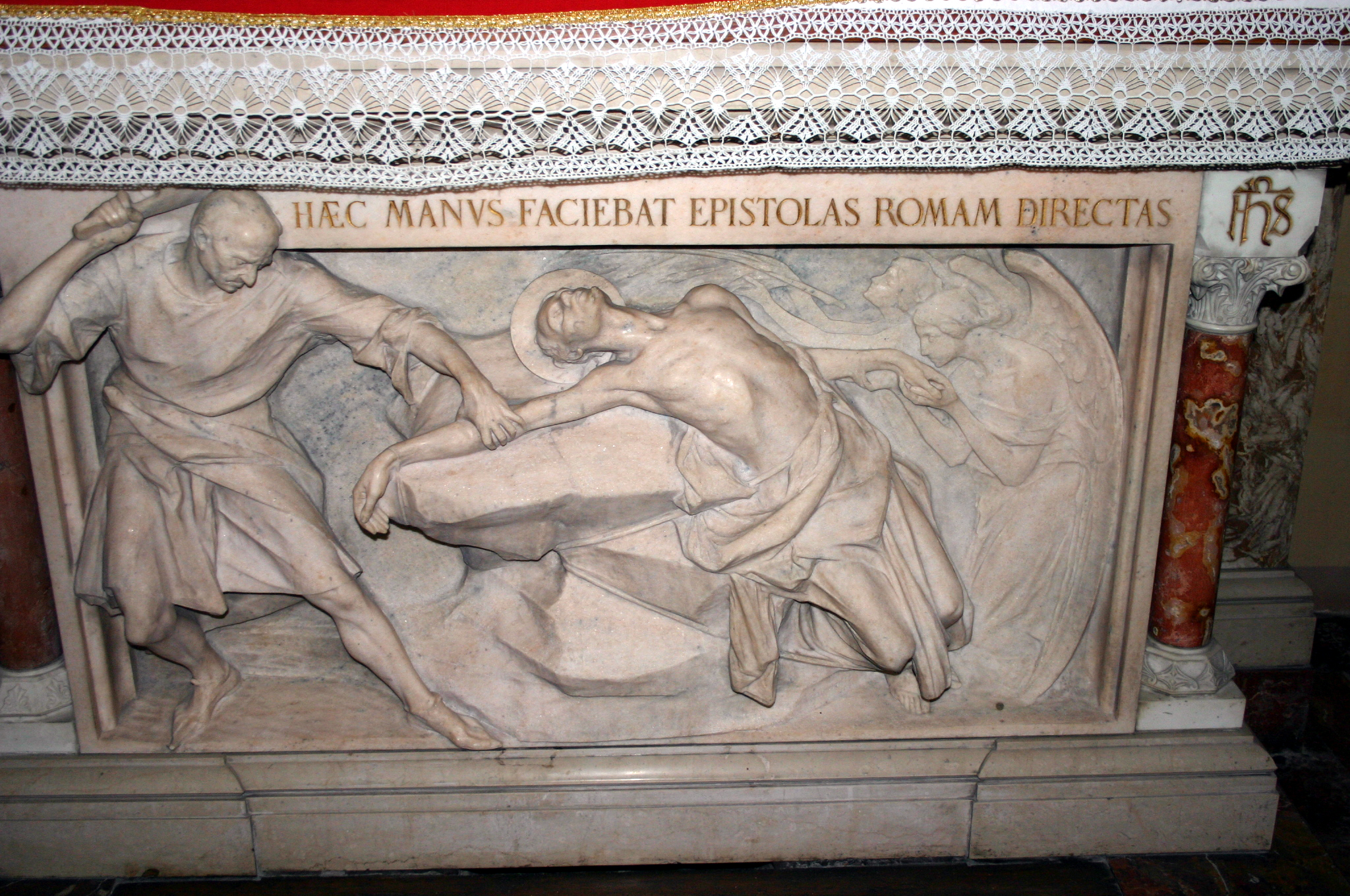
De moord op Arialdo da Carimate, die deel uitmaakte van het conflict van de pataria.

De pataria was een elfde-eeuwse religieuze beweging in het Aartsbisdom Milaan in Noord-Italië. De beweging was gericht op hervorming van de geestelijkheid en de kerkelijke overheid in de provincie en voorstander van pauselijke sancties tegen simonie en het gehuwd zijn van geestelijken. Bij de beweging betrokkenen werden patarini (ook wel patarines of patarenes, van het enkelvoud patarino genoemd), een woord gekozen door hun tegenstanders, dat "voddenrapers" betekent (van het Milanese patee, "vodden").  In de 12 en 13e eeuw werd het woord patarini wel gebruikt ter aanduiding van de katharen in Noord-Italië.
In het algemeen waren de patarini handelaren die werden gedreven door persoonlijke vroomheid. De Pataria werden geleid door Landolfo en Erlembaldo Cotta. Het conflict tussen de patarini en hun aanhangers en de aanhangers van de simoniakale aartsbisschoppen heeft uiteindelijk in het midden van de jaren 1070 geleid tot een  burgeroorlog, de Grote Saksische opstand. De beweging had haar meest betrouwbare chroniqueur in Arnulf van Milaan.